# کتابخانه دانشگاه بلگراد
کتابخانه دانشگاه سوتوزار مارکوویچ (صربی: Универзитетска библиотека Светозар Марковић) کتابخانه اصلی سیستم دانشگاه بلگراد است که به نام سوتوزار مارکوویچ، یک فعال سیاسی صرب در قرن نوزدهم نامگذاری شده است. این کتابخانه در بلوار کینگ الکساندر، نزدیک به دانشکده حقوق و در مجاورت دانشکده‌های مهندسی عمران، مهندسی برق و معماری واقع شده است. در واقع این کتابخانه پاسخگوی نیازهای آموزشی و علمی دانشجویان، دانشگاهیان و دانشمندان را می‌باشد. روز کتابخانه ۲۴ ماه مه است که روزی برای بزرگداشت مربیان اسلاوی سیریل و متودی مقدس می‌باشد، در بدو تأسیس این کتابخانه، شامل ۵۷۲۵۴ نشریه متشکل از تک‌نگاشت‌ها و نشریه‌های ادواری بود. امروزه این کتابخانه تقریباً ۱۷۰۰۰۰ نشریه دارد.

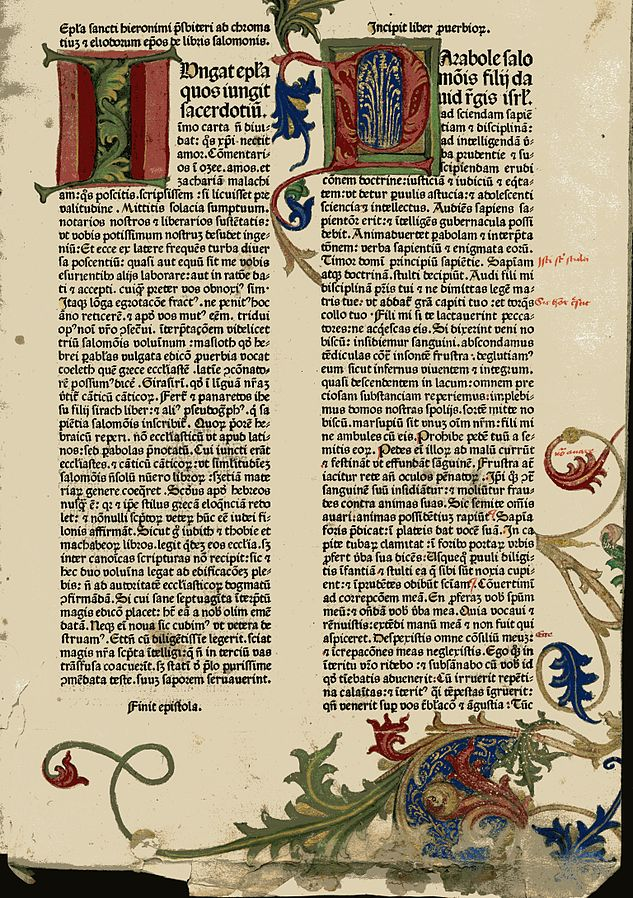
نسخه‌های خطی قدیمی